# Onda revolucionária
A Onda Revolucionária é uma série de revoluções ocorrendo em vários locais em um período de tempo semelhante. Em muitos casos, revoluções passadas e ondas revolucionárias pode inspirar os atuais, ou uma revolução inicial inspira outros concorrentes "revoluções afiliados" com objetivos semelhantes.
Historiadores e filósofos políticos estudaram as causas de ondas revolucionárias, incluindo Robert Palmer Roswell, Crane Brinton, Hannah Arendt, Eric Hoffer e Jacques Godechot. O conceito é importante para  marxistas, que ver as ondas revolucionárias como prova de que um revolução mundial é possível. Para Rosa Luxemburgo, "A coisa mais preciosa ... na vazante acentuada e fluxo das ondas revolucionárias é o crescimento espiritual do proletariado. O avanço aos trancos e barrancos da estatura intelectual do proletariado oferece uma garantia inviolável de seu progresso ainda mais nas lutas inevitáveis econômicas e políticas à frente." No entanto, a frase também tem sido usado por não-marxistas ativistas e escritores, incluindo  Justin Raimondo e Michael Lind, para descrever os números de rotações que ocorrem dentro de um período curto de tempo.  Varios exemplos de ondas revolucionários com ideário conservador ou  liberal são qualificados neste conceito.

## Cronologia

### Fim doSéculo XVIIIe início doSéculo XIX
- A Revolução Liberal é o nome com o que se designa as revoluções políticas incluída no processo de transição em todas os áreas em que se encerra a Idade Moderna e o início da Idade Contemporânea(fim do século XVIII e início do século XIX). O componente econômico dessa transição é a Revolução Industrial e o componente social a Revolução Burguesa. A ideologia justificativa desta revolução é o liberalismo econômico.

- Ciclo do Atlântico ou Revoluções do Atlântico, ocorrendo no final do século XVIII, inclusive a Revolução Americana (1776), a Revolução Francesa (1789) e a Revolução Haitiana (1791).

→ A eclosão das Guerras de Independência da América Latina. Estas revoluções são muitas vezes vistas como inspiradas pelo menos em parte pelas revoluções americana e francesa, em termos de sua ideologia iluminista liberal e objectivos, são contados como a segunda parte do ciclo. Pode-se incluir a América Espanhola durante o período de 1810 a 1824.

### Decorrer doSéculo XIX
- Revolução de 1820, chamado também de Ciclo Mediterrâneo, que começa na Espanha com o Triênio Liberal e estende-se por Portugal, Itália e Grécia. Também significou o fim da independência da América espanhola continental (Batalha de Ayacucho, 1824)

- Revolução de 1830, que começa com a chamada Monarquia de Julho, na França, e se estende até a independência da Bélgica e movimentos que falharam na Alemanha, Polónia e Itália. Também relacionada com a reforma de medidas como o Cartismo na Inglaterra, onde havia processos políticos revolucionários.

- Revolução de 1848 (vulgarmente conhecido como Primavera de Nações ou Primavera dos Povos), cujo relativo sucesso significava o fim dos poderes autoritários até então exercidos pelos absolutistas da Santa Aliança na política interna dos países da Europa.

### Século XX
- A Revoluções de 1905-1911, no rescaldo da Guerra Russo-Japonesa, incluindo a Revolução Russa de 1905, a Revolução Argentina de 1905, a Revolução Constitucional Persa, a Revolução dos Jovens Turcos, a Revolta de Goudi, a Revolução Portuguesa de 1910, o início da Revolução Mexicana e a Revolução de Xinhai envolvendo nacionalismo chinês, o constitucionalismo, modernização e/ou a autocracia republicana segmentada e tradicionalista.

- Onda de revoluções relacionadas ao final da Primeira Guerra Mundial (1918) e a Revolução Russa (1917), como a Liga Espartaquista, a Revolução Alemã de 1918-1919 ou a Revolução Húngara de Béla Kun (que identifica as características da revolução proletária). Alguns processos contemporâneos geralmente não possui o componente do socialismo, mas eles compartilham alguns índicios de características, apesar de terem a dinâmica inerente (Revolução Mexicana, a crise espanhola de 1917).

- Nos fim da década de 1920 e início da década de 1930, em resposta geral para os efeitos globais da Grande Depressão e a Crise de 1929 e os medos de uma revolução comunista, inclui a ascensão dos movimentos e regimes autoritários como os de Benito Mussolini na Itália, Francisco Franco na Espanha, Salazar em Portugal, Engelbert Dollfuss na Áustria, Miklós Horthy na Hungria, Ioannis Metaxas na Grécia, Getúlio Vargas no Brasil e, Adolf Hitler na Alemanha.

→ Os partidos comunistas começaram a executar a estratégia da frente popular, fazendo coligações com outros esquerdistas e até mesmo alguns grupos de centro direita, em um esforço para moldar a política, sobretudo após chegar ao poder Adolf Hitler na Alemanha nazista em 1933. Ao contrário, eles terminaram em grande parte, ora por derrota militar e política, como na Guerra Civil Espanhola e outras democracias do colapso da era do entre-guerras, eleições ou cooptação e de compromisso, como exemplificado pelo predomínio dos partidos social-democrático sobre os comunistas em muitos lugares, como o Front Populaire em França, e o Partido Democrata americano através de sua coalizão do New Deal. 
- A onda (ou uma série delas) que ocorre no final da Segunda Guerra Mundial e durante a Guerra Fria (ver abaixo). Indiscutivelmente, especialmente no caso das revoluções comunistas, houve ondas regionais após cada tomada de poder em uma determinada área do mundo.

→ Dois grandes ondas varreram a Ásia Oriental e Sudeste Asiático. A primeira onda(1940-1950) cresceu após a Segunda Guerra Mundial e foi simbolizada pela vitória de 1949 dos maoístas na Guerra Civil Chinesa, inclui o estabelecimento de um Estado comunista na Coreia do Norte e a subsequente Guerra da Coreia, uma trajetória semelhante dos vietnamitas e ao regime comunista norte-vietnamita através da Primeira Guerra da Indochina, assim como as revoltas reprimidas dos Huks nas Filipinas, dos comunistas na área malaia, e da Frente Popular, aliança que levou o triunfo na Independência da Indonésia. Outra onda ocorrida nas décadas de 1960 e 1970 são à Revolução Cultural Chinesa (1966-1976) e a Guerra do Vietnã (ou Segunda Guerra da Indochina), que se estendeu além do Vietnã e do Guerra Civil do Camboja e do Guerra Civil do Laos, enquanto a onda iria incluir os esforços do Exército, nas Filipinas.
→ Duas grandes ondas de guerrilha na América Latina: um com o triunfo da Revolução Cubana, em 1959, inspirando outros movimentos com foco rural ou guerrilha urbana, e logo a seguir a vitória da revolução na Nicarágua em 1979, revigorou outra geração de militantes partidários, revoltas armadas e frentes populares.
→ Outra onda significativa na África, na década de 1970, incluindo as revoluções comunistas e golpes militares pró-soviéticos na Somália, Congo-Brazzaville, Daomé (atual Benim) e a Etiópia, a luta dos partidos comunistas contra o Império Português, bem como a luta anti-apartheid, a Guerra de Independência da Namíbia e da Guerra da Libertação da Rodésia(no que é hoje conhecido como Zimbábue).
→ Vários protestos em 1968, consistindo numa série de protestos no mundo, ora o Movimento dos Direitos Civis(1955-1968), nos Estados Unidos, em que foram organizados protestos não-violentos contra o governo e discriminação privada, o que se seguiu levou a tumultos em várias cidades durante o "Verão longo e quente de 1967" e as várias revoltas em 1968 após o assassinato de Martin Luther King, Jr.. Protestos em várias partes do mundo liderados pelos estudantes e trabalhadores. Como os acontecimentos de Maio de 1968, na França; o Massacre de Tlatelolco, no México; a Primavera de Praga, na Tchecolosváquia em um eco da nova esquerda contemporânea durante a Guerra Fria. Surgimento de movimentos liderados do jovens em todo o mundo incluído oposição ao envolvimento dos Estados Unidos na Guerra do Vietnã, a contracultura dos anos 1960.
- A aparição do islamismo, em especial de forma acelerada desde a eclosão da Guerra Civil do Líbano em 1975, da Guerra Civil Afegã, após 1978, e da Revolução Iraniana, em 1978-1979.

- A Revoluções de 1989, chamado de Outono das Nações, com a queda do Muro de Berlim e o início da derrocada do comunismo na Europa Oriental, culminando com o colapso da União Soviética: Arménia, Azerbaijão, Bielorrússia, Estónia,  Geórgia, Cazaquistão, Quirguistão, Letónia, Lituânia, Moldávia, Tajiquistão, Turcomenistão, Ucrânia e Uzbequistão. O Comunismo logo; ora foi abandonado por outros países, incluindo Albânia, Checoslováquia, Roménia, Hungria, Polónia, Bulgária, Alemanha Oriental, Jugoslávia, Camboja, Etiópia, Somália, o  Congo-Brazzaville, Angola, Moçambique, Benim, Mongólia e Iêmen do Sul; ora sofreu reformas econômicas incluindo China.

### Anos 2000
- As Revoluções coloridas, com início em 2000 com a Revolução Bulldozer, na Sérvia e se espalhando nos  Estados pós-soviéticos e Líbano.

- A denominada Primavera Árabe, iniciada em 2010.

Declaração da independência dos EUA.
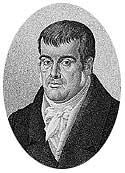
Manuel Fernandes Tomás. Assumiu papel central na Revolução de 1820 portuguesa.
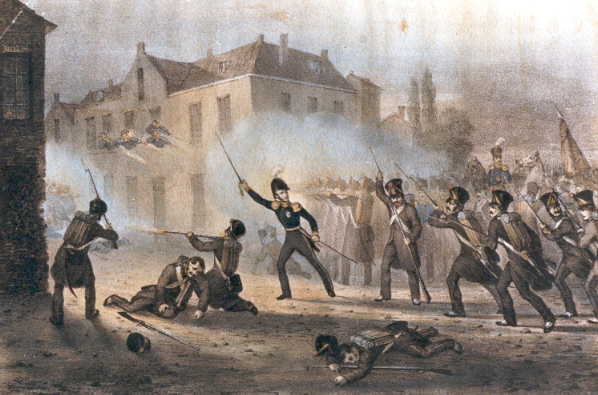
Tropas holandesas na Bélgica.
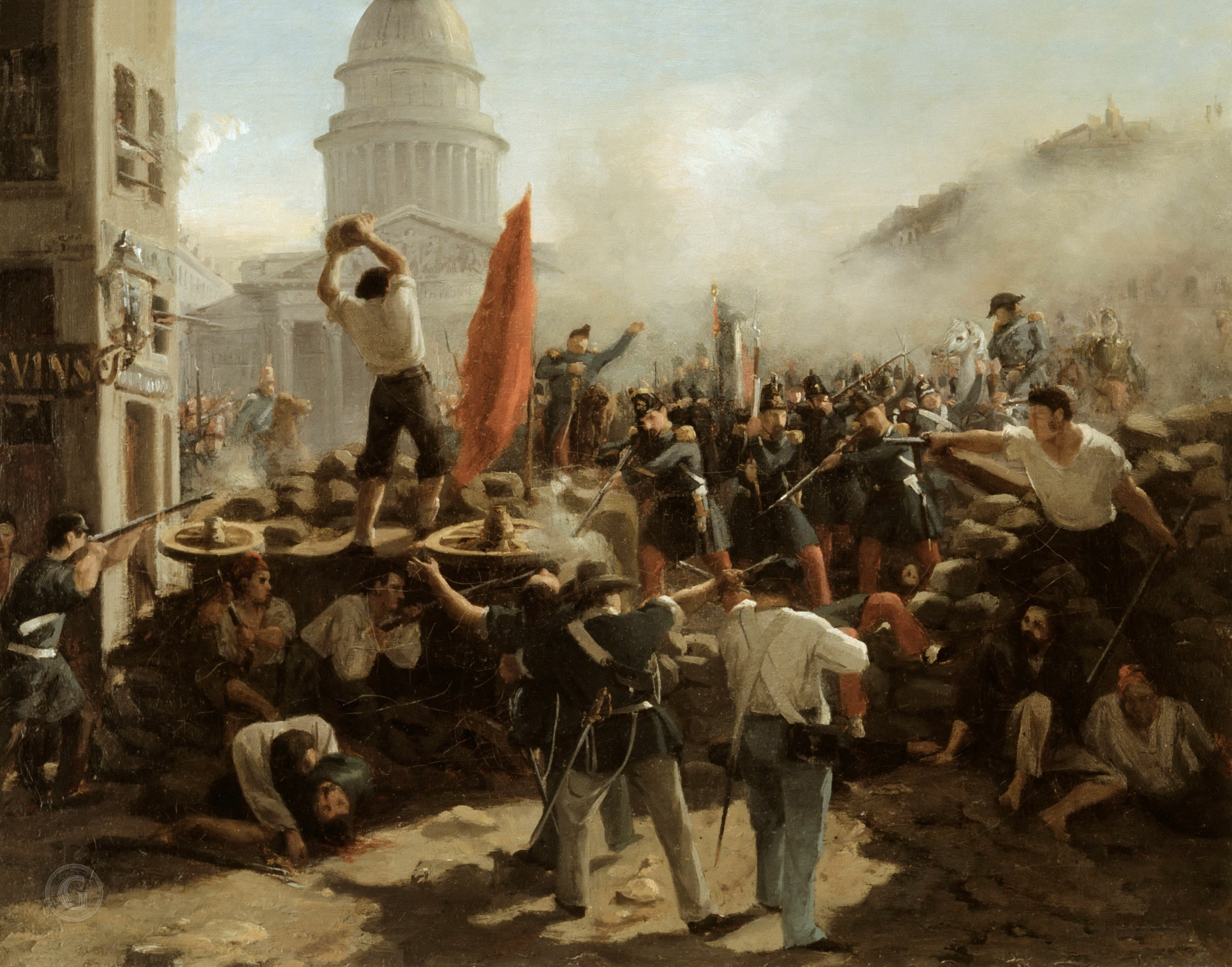
Barricadas nas ruas de Paris durante a Revolução de junho de 1848.
- Cartão-postal comemorando o dia 24 de julho e a Revolução dos Jovens Turcos em turco otomano e grego, ao lado de um retrato de Enver Pasha.
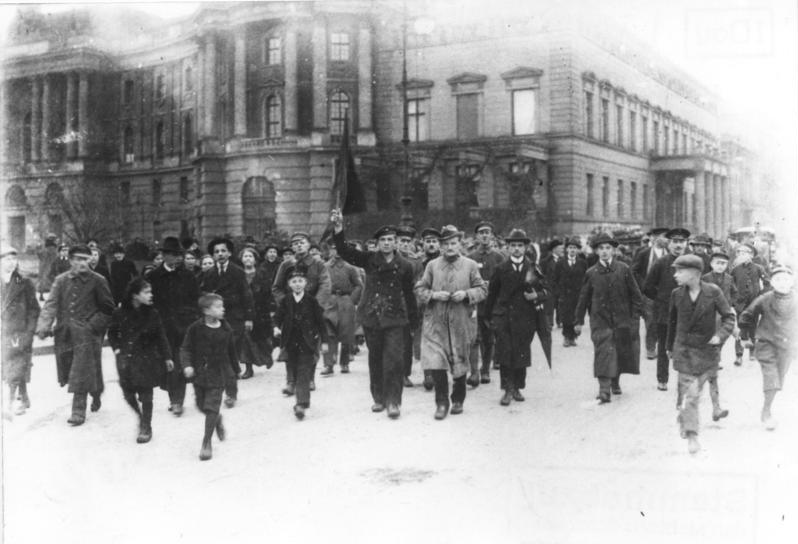
Manifestação de revolucionários no dia 9 de novembro em Berlim.
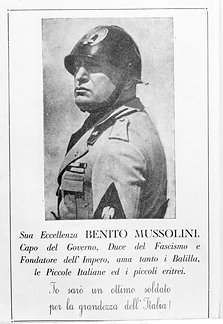
O Duce Benito Mussolini. O título começou a ser usado em 1925
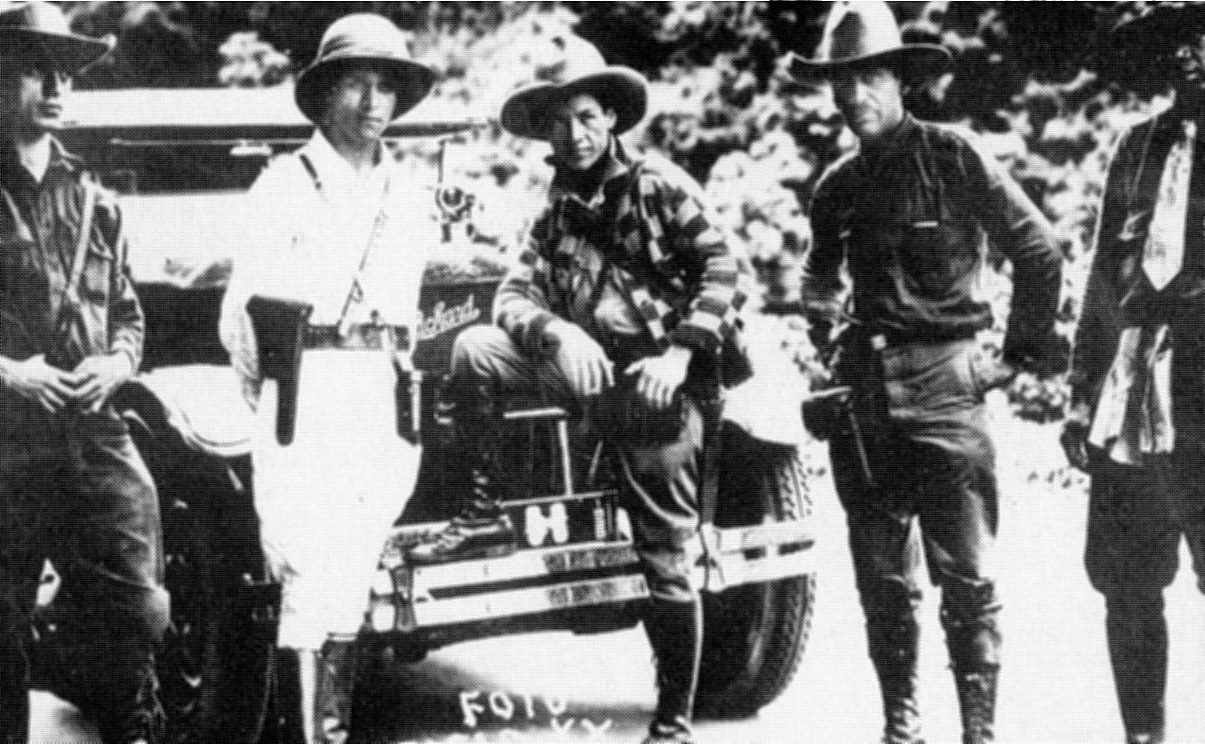
Augusto César Sandino (no centro), que dá nome a Revolução ocorrida na Nicarágua em 1979.
Independência africana em ordem cronológica
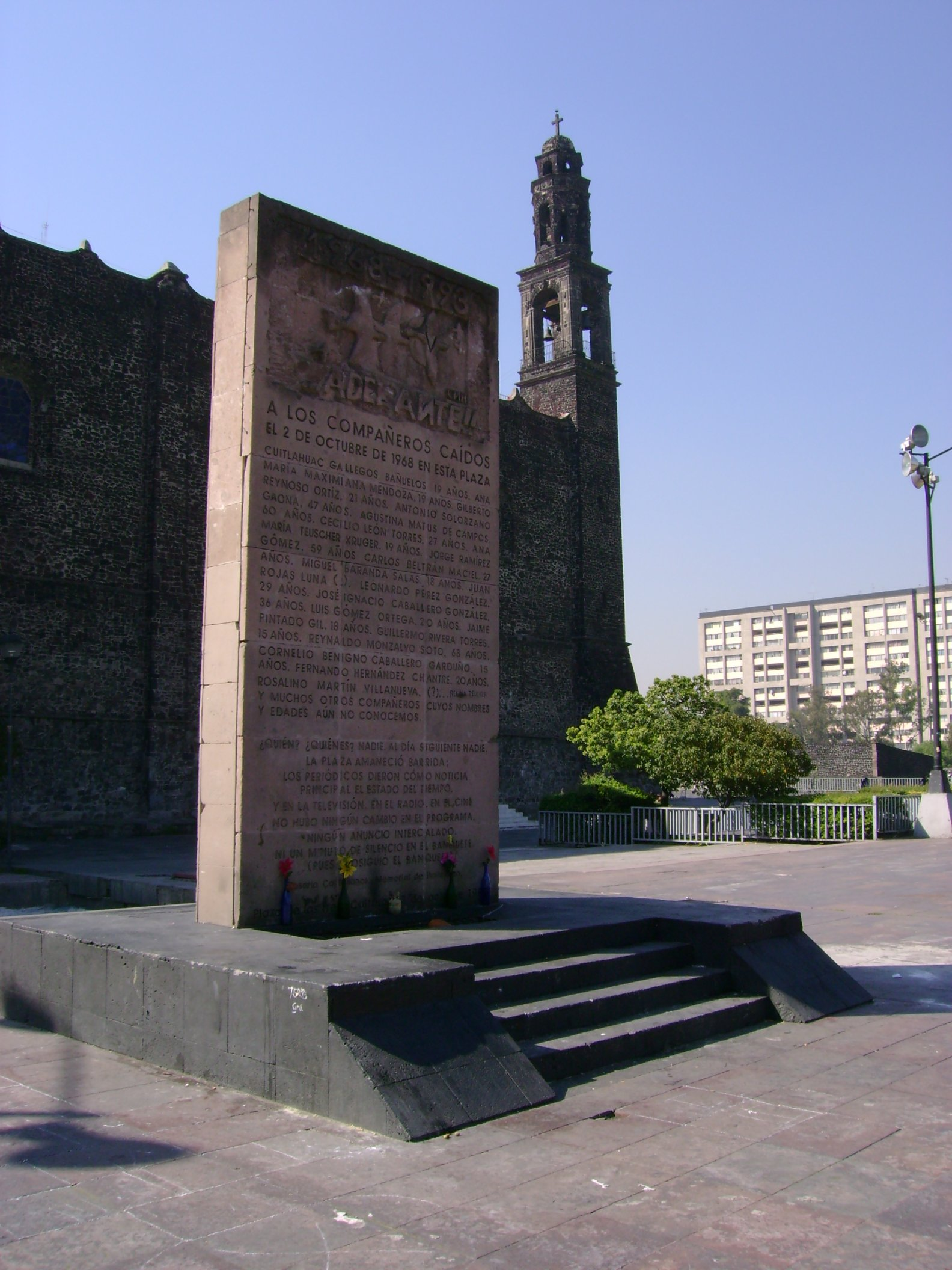
Monumento erigido em homenagem aos falecidos no massacre, na Praça das Três Culturas.
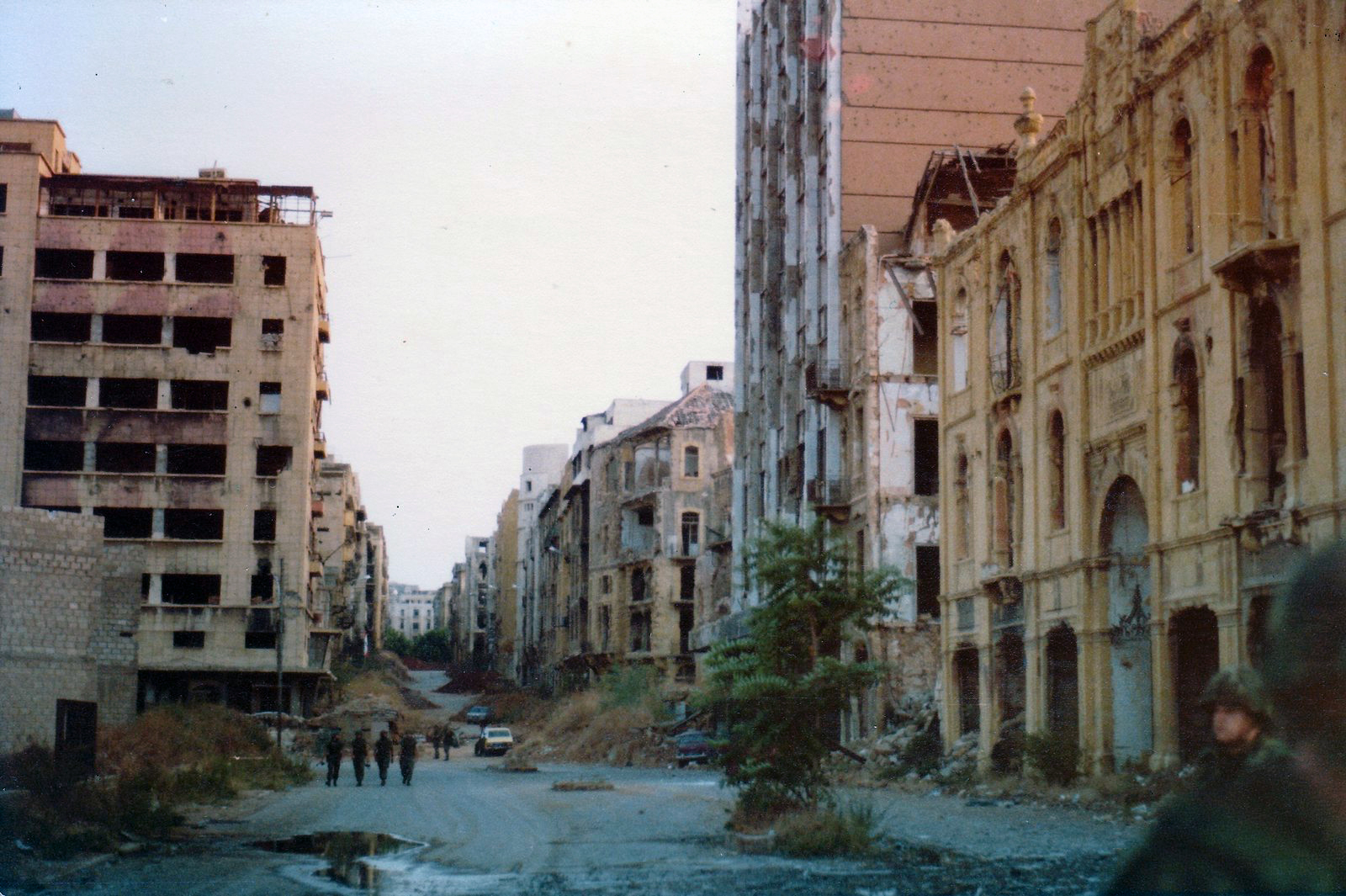
A "Linha Verde", Beirute, 1982
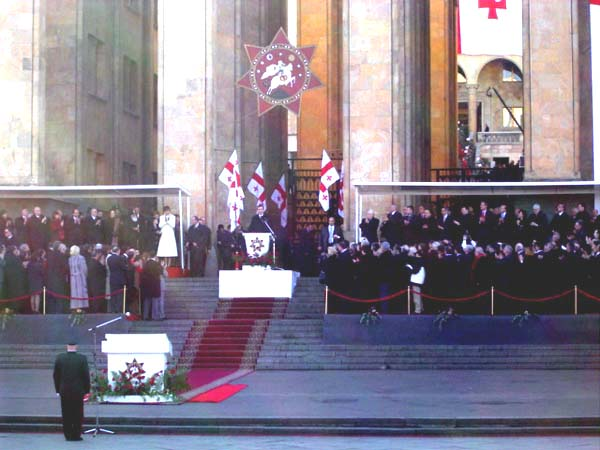
Tomada de posse de Saakashvili como Presidente da Geórgia.